# Max Meyer (Fußballspieler, 1995)
Maximilian „Max“ Meyer (* 18. September 1995 in Oberhausen) ist ein deutscher Fußballspieler. Der Mittelfeldspieler und viermalige A-Nationalspieler steht seit Juli 2024 bei APOEL Nikosia unter Vertrag.

## Vereinskarriere

### Anfänge
Meyer begann mit dem Fußballspielen beim FC Sardegna Oberhausen, für den er von 2000 bis 2002 spielte. Anschließend spielte er bis 2004 für Rot-Weiß Oberhausen. Danach schloss er sich der Jugendabteilung des MSV Duisburg an. Für den MSV spielte er fünf Jahre, bevor er 2009 in das Nachwuchsleistungszentrum des FC Schalke 04 wechselte. Im Jugendalter war Meyer auch als Futsalspieler beim PSV Wesel-Lackhausen aktiv.

### FC Schalke 04
In der Saison 2010/11 erzielte er in 24 Spielen sieben Tore und bereitete zwei weitere Treffer in der Staffel West der B-Junioren-Bundesliga vor. In der folgenden Spielzeit übertraf er diese Marke, als er bereits nach 17 Spielen elf Tore erzielt und zehn weitere vorgelegt hatte. Daraufhin wurde er im Alter von 16 Jahren in die A-Jugend-Mannschaft (U19) von Schalke 04 berufen. Mit ihr gewann er 2012 die Deutsche A-Jugend-Meisterschaft.
Im DFB-Pokal-Spiel gegen den SV Sandhausen stand er am 30. Oktober 2012 erstmals im Profikader, kam allerdings nicht zum Einsatz. Mitte Dezember 2012 unterschrieb Meyer einen bis zum 30. Juni 2015 laufenden Fördervertrag. Die Vereinbarung enthielt eine Option auf eine weitere Zusammenarbeit. In der Winterpause 2012/13 nahm Schalke Meyer mit ins Trainingslager in Katar. Am 22. Spieltag der Bundesligasaison 2012/13 kam Meyer zu seinem Profidebüt als Einwechselspieler im Auswärtsspiel gegen den 1. FSV Mainz 05. Am 12. März 2013 spielte Meyer erstmals in einem Europacup-Wettbewerb als Einwechselspieler im Achtelfinalrückspiel der UEFA Champions League gegen Galatasaray Istanbul.

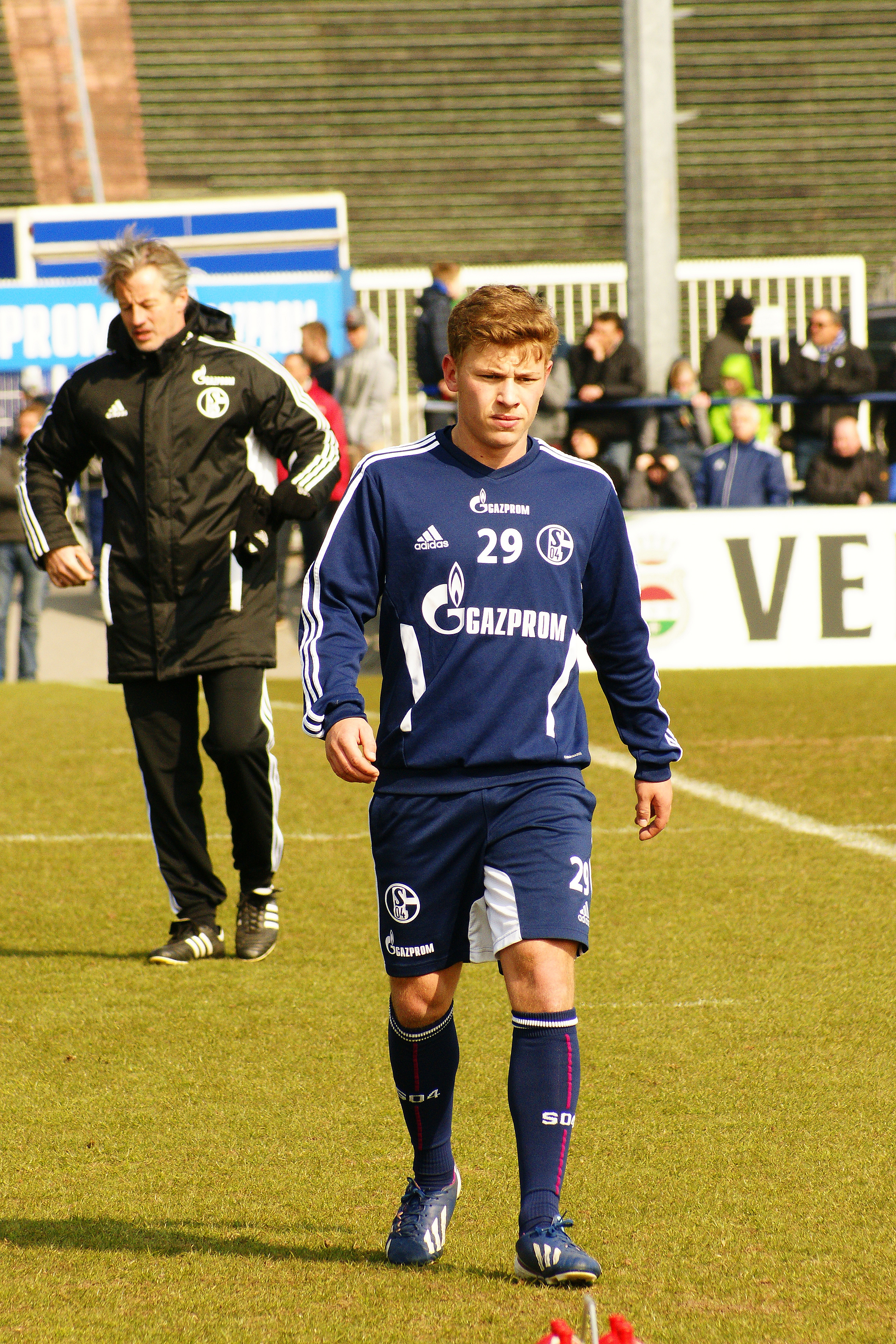
Meyer im April 2013; hinten sein damaliger Trainer Jens Keller

Im Mai 2013 verlängerte Meyer seinen im Sommer 2015 auslaufenden Vertrag bis 2017. Spielte er in der Saison 2012/13 noch mit der Rückennummer 29, bekam er zur Saison 2013/14 die Nummer 7, die zuvor Raúl getragen hatte und für eine unbestimmte Zeit nicht mehr vergeben werden sollte. Im Play-off-Hinspiel der Champions League 2013/14 gegen PAOK Saloniki stand er zum ersten Mal in einem Profispiel in der Startformation. Im November 2013 verlängerte Meyer seinen Vertrag vorzeitig bis zum 30. Juni 2018. In der Saison 2014/15 kam er als offensiver Mittelfeldspieler auf 28 Ligaspiele, in denen er fünf Tore erzielen und ein weiteres vorbereiten konnte.
In der Saison 2015/16 kam er unter Trainer André Breitenreiter auch auf den Flügeln zum Einsatz. Zur Saison 2016/17 wurde Breitenreiter durch Markus Weinzierl ersetzt. In den ersten sieben Bundesliga-Spielen bestritt Meyer nur 264 von möglichen 630 Spielminuten. Er agierte zwar wieder als Zehner und behauptete sich erst nach einer Systemumstellung als eine Art Hängende Spitze in die Mannschaft. In der Saison 2017/18 wurde Meyer vom neuen Trainer Domenico Tedesco zum defensiven Mittelfeldspieler umgeschult. Er absolvierte 24 Bundesligaspiele und davon 21 in der Startelf.
Der Sportvorstand Christian Heidel teilte im April 2018 vor dem Heimspiel gegen Borussia Mönchengladbach mit, dass Meyer seinen auslaufenden Vertrag nicht verlängere und den Verein im Sommer verlassen werde. Am 29. April kritisierte Meyer in einem Interview mit der Bild das Verhalten des Vereins und erklärte mit Heidel nicht länger zusammenarbeiten zu wollen. Einen Tag später wies der Verein die Anschuldigungen zurück und stellte Meyer vom Trainings- und Spielbetrieb frei.

### Crystal Palace
Zur Saison 2018/19 wechselte Meyer in die englische Premier League zu Crystal Palace. Er unterschrieb einen Dreijahresvertrag. Im Gegensatz zu seiner gewohnten Rolle in Gelsenkirchen setzte der Crystal-Palace-Trainer Roy Hodgson ihn nur selten im zentralen Mittelfeld ein. Da Hodgson auf dieser Position eher auf wuchtige Akteure wie Spielführer Luka Milivojević, James McArthur oder Jaïro Riedewald setzte, spielte Meyer im 4-4-2 hauptsächlich im linken Mittelfeld. Für die Angreifer konnte er so lediglich drei Treffer vorbereiten und zwei eigene erzielen, darunter den 2:0-Endstand im FA Cup gegen Drittligist Doncaster. Der vereinsnahe Blogger Jay Crame resümierte: „Er [Meyer] passt nicht wirklich in Hodgsons Spielphilosophie. Das ist aber eigentlich eine ziemliche Schande, weil er so ein talentierter Spieler ist.“
Auch die Folgesaison verlief für Meyer aus sportlicher Hinsicht nicht besser. Während er zwischen Ende August und Mitte Dezember 2019 so gut wie gar nicht gespielt hatte, setzte ihn Hodgson in der Folge auf dem rechten offensiven Flügel als Gegenstück zu Wilfried Zaha auf Links ein oder beorderte ihn bei einem Systemwechsel wieder eine Position nach hinten. Meyer konnte in dieser Spielzeit keine direkte Torbeteiligung vorweisen. Trotz allem äußerte er sich im Anschluss mit den Worten „Ich bereue es nicht. Es ist schon eine geile Erfahrung, hier zu sein. Ich fühle mich wohl“ zu seiner Situation und schloss eine zeitnahe Rückkehr nach Deutschland aus. Nach einem Einsatz im EFL Cup 2020/21 saß der Spieler über einen Monat nur auf der Bank, während Andros Townsend und Jeffrey Schlupp die Außenbahnen besetzten. Schließlich wurde Meyer gar nicht mehr für die Spieltagskader berücksichtigt und kam lediglich zu einer Partie für die U23.
Im Januar 2021 wurde Meyers Vertrag in beidseitigem Einverständnis aufgelöst.

### 1. FC Köln und weitere Karriere
Ende Januar 2021 kehrte der 25-Jährige in die Bundesliga zurück und schloss sich bis zum Ende der Saison 2020/21 dem abstiegsbedrohten 1. FC Köln an. Für seine Verpflichtung war der Sport-Geschäftsführer Horst Heldt verantwortlich, der von 2010 bis 2016 in ähnlicher Funktion beim FC Schalke 04 tätig gewesen war. Heldt gab an, Meyer sei bereit gewesen, in finanzieller Hinsicht Abstriche zu machen, um den Transfer zu ermöglichen. Er verdiente bei Crystal Palace pro Jahr 6,5 Mio. Pfund. In insgesamt elf Einsätzen für den 1. FC Köln inklusive der Relegationsspiele kam Meyer auf 418 Minuten Spielzeit, bevor der Vertrag zum Ende der Saison auslief.
Im September 2021 wechselte Meyer in die türkische Süper Lig zu Fenerbahçe Istanbul. Am letzten Tag des Transferfensters im Januar 2022 verpflichtete der FC Midtjylland ihn auf Leihbasis mit einer Kaufoption bis zum Saisonende 2021/22. In der folgenden Halbserie in Dänemark konnte er zwar den Pokal gewinnen, schaffte es aber, auch aufgrund einer Coronainfektion, nicht in die Stammformation (nur zwei Einsätze in der Startelf). Entsprechend entschied sich der Verein aus Herning, die Kaufoption nicht einzulösen und Meyer kehrte zur Saison 2022/23 zu Fenerbahçe zurück. Nach der einvernehmlichen Auflösung des Vertrages im August 2022 bei Fenerbahçe wechselte Meyer zum schweizerischen Erstligisten FC Luzern. Im Sommer 2024 wurde sein Vertrag dort aufgelöst und er wechselte nach Zypern zu APOEL Nikosia.

## Nationalmannschaft

### U-Nationalmannschaften
Nach dem Wechsel zu Schalke absolvierte er am 11. November 2009 sein Debüt in der U15-Nationalmannschaft gegen die U15 Estlands. Später nahm Meyer mit der U17-Nationalmannschaft an der U17-Europameisterschaft 2012 in Slowenien teil. Dort unterlag man erst im Finale gegen die Niederlande. Meyer wurde mit drei Toren Torschützenkönig des Turniers und außerdem zum besten Spieler gewählt. Im Januar 2013 wurde er erstmals für die U18-Nationalmannschaft nominiert und im August wurde er erstmals in den Kader der U19-Auswahl berufen und kam gegen Ungarns U19 zum Einsatz. Meyer kam während der Qualifikation für die U19-Europameisterschaft in Ungarn mehrmals zum Einsatz. Für das Endturnier selbst verweigerte der Verein jedoch die Freigabe und begründete dies mit der zeitgleich stattfindenden Saisonvorbereitung und dem Erholungsbedarf des Spielers, sodass U19-Trainer Marcus Sorg schließlich auf eine Nominierung verzichtete.
Meyer spielte in der deutschen U21 die letzten beiden Qualifikationsspiele gegen die Ukraine für die U21-Europameisterschaft 2015 in Tschechien. Er nahm im Juni 2015 am Endturnier in Tschechien teil und erreichte mit seiner Mannschaft das Halbfinale. Später nahm an der nächsten Qualifikation teil und während der Qualifikation stieg er temporär zum Mannschaftskapitän auf. Er qualifizierte sich mit der deutschen U21 als Gruppensieger direkt für die U21-Europameisterschaft 2017 in Polen und dort gewann Meyer unter dem U21-Bundestrainer Stefan Kuntz das Finale der U21-Europameisterschaft 2017. Dabei kam er im Endturnier in allen fünf Spielen zum Einsatz. Nach dem Turnier wurde er in das „Team des Turniers“ gewählt.

### A-National- und Olympiamannschaft

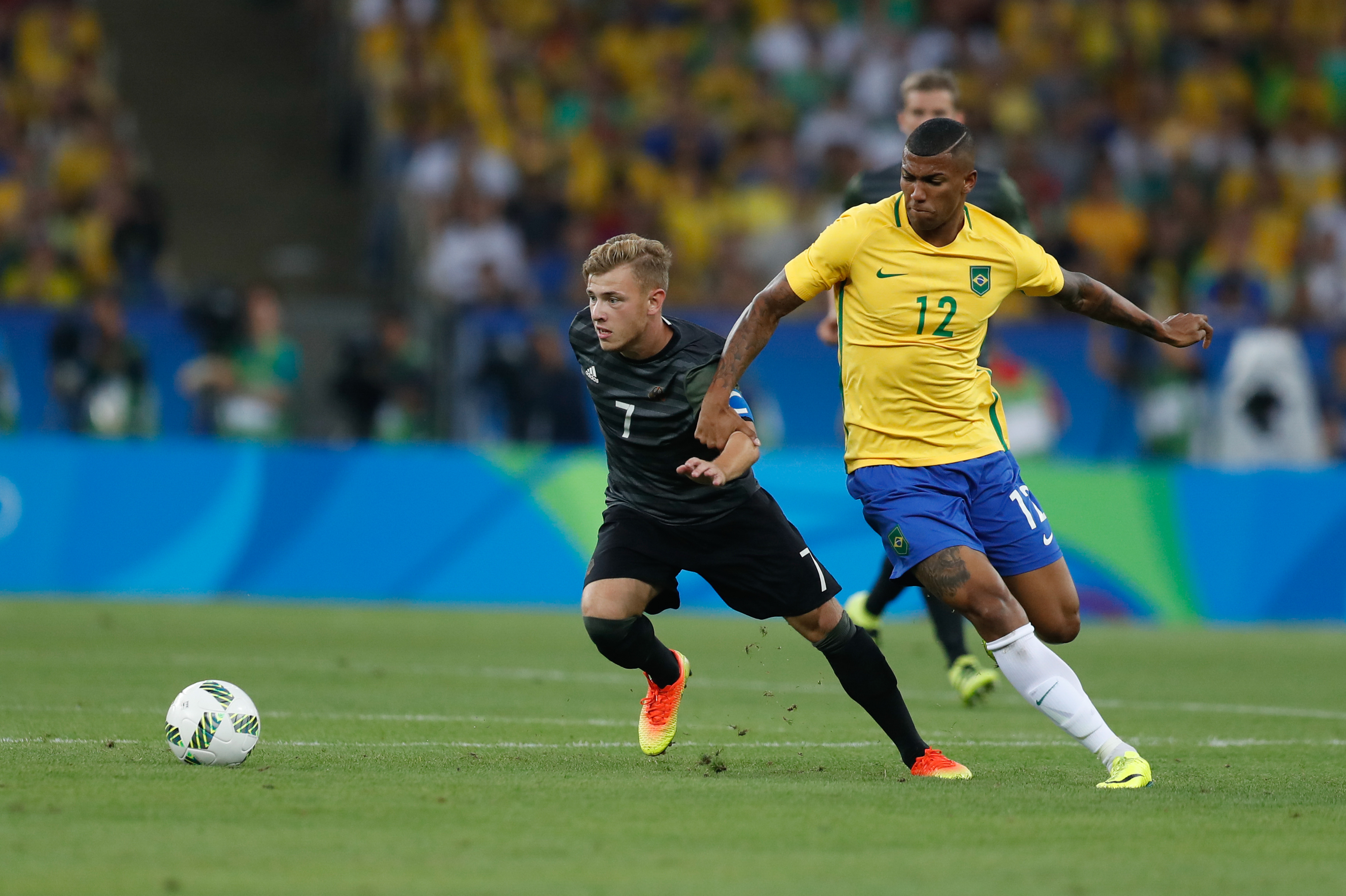
Meyer umspielt Walace bei den Olympischen Spielen 2016

Am 13. Mai 2014 absolvierte Meyer im Freundschaftsspiel gegen Polen sein A-Länderspieldebüt. Nachdem er zunächst in den vorläufigen Kader für die Weltmeisterschaft 2014 berufen worden war, wurde er nach dem Spiel für das Vorbereitungs-Trainingslager wieder gestrichen. Später nahm Meyer 2016 am olympischen Fußballturnier in Rio de Janeiro teil. Zum 10:0-Sieg im dritten Gruppenspiel gegen Fidschi steuerte er drei Tore bei. Nach einer Verletzung von Leon Goretzka war Meyer Mannschaftskapitän der deutschen Fußballolympiamannschaft und gewann mit ihr die Silbermedaille. Zwei Jahre nach seinem A-Länderspieldebüt absolvierte Meyer am 31. August 2016 gegen Finnland in der deutschen A-Nationalmannschaft sein zweites A-Länderspiel und erzielte mit dem Treffer zum 1:0 sein erstes A-Länderspieltor. Daraufhin gehörte er temporär zum A-Nationalmannschaftskader während der Qualifikation zur Fußball-Weltmeisterschaft 2018 und kam dabei zu zwei A-Länderspieleinsätzen.

## Spielweise
Nach seiner Spielweise befragt, benannte Meyer als seine Stärken: „Gute Ballsicherheit, gute Übersicht, gutes Dribbling“. Außerdem wird ihm ein guter Torabschluss attestiert. Seine gute Technik führe Meyer darauf zurück, dass er mit zehn Jahren für vier Jahre neben dem Vereinsfußball zusätzlich Futsal gespielt habe. Neben den Trainingseinheiten im Verein hatte er zusätzlich eine Futsaleinheit pro Woche: Direkt nach dem Fußball-Punktspiel gab es das Futsal-Punktspiel.
Meyers favorisierte Position ist die des zentralen offensiven Mittelfeldspielers („Zehner“). Allerdings kann er auch auf den Flügeln oder als Hängende Spitze eingesetzt werden. In der Saison 2017/18 spielte Meyer bei Schalke 04 im defensiven Mittelfeld.

## Erfolge

### Nationalmannschaft
- U21-Europameister: 2017
- Olympische Silbermedaille: 2016
- U17-Vize-Europameister: 2012

### FC Schalke 04
- Deutscher A-Jugend-Meister: 2011/12
- Deutscher Vizemeister: 2018

### FC Midtjylland
- Dänischer Fußballpokal: 2022

## Auszeichnungen
- Bester Torschütze der U17-Europameisterschaft: 2012
- Bester Spieler der U17-Europameisterschaft: 2012
- Fritz-Walter-Medaille
  - U17: Silber (2012)[43]
  - U19: Silber (2014)[44]
- Gelsenkirchens Sportler des Jahres: 2013[45]
- Silbernes Lorbeerblatt für den Gewinn einer olympischen Medaille: 2016[46]

## Kontroversen
Max Meyer war mehrere Male in seiner Karriere in verschiedene Kontroversen verwickelt.
Videokontroverse: 
Im Mai 2020 wurde im Internet ein Video veröffentlicht, in welchem Max Meyers Vater Achim Meyer sich despektierlich über den Ex-Verein seines Sohnes, Schalke 04, äußerte. Achim Meyer filmte sich während einer Autofahrt in einem Fahrzeug aus der Luxusklasse, welches er als „bezahlt vom Pleiteclub.“ bezeichnete. Währenddessen filmte es das unmittelbar in der Nähe liegende Stadion des FC Schalke.
Das in den Gazetten als „Protz-Anfall“ bezeichnete Video, schlug im Internet hohe Wellen. Max Meyer veröffentlichte ein Statement, in welchem er seinen Vater öffentlich für sein Verhalten rügte und sich bei Verein und Fans entschuldigte. Max Meyer wäre „ zutiefst schockiert über dieses Video. Das passt nicht in diese Zeit, das passt nicht in diese Welt, das passt in gar keine Zeit!“
Spannungen um Vereinswechsel 2018:
Im Zuge des auslaufenden Vertrages zwischen Max Meyer und Schalke 04 kam es zum öffentlichen Schlagabtausch, zwischen Max Meyer, seinem Berater und dem damaligen Schalke Manager Christian Heidel.
Laut Heidel habe Meyers Berater seinen Klienten als : „ Weltklassespieler Meyer, der in jeder europäischen Spitzenmannschaft Stammspieler wäre und zur WM nach Russland fährt.“ bezeichnet. Entsprechend überhöht wären die Forderungen für eine Vertragsverlängerung gewesen.
Sein Berater Wiedersprach öffentlich dieser Darstellung.
Meyer hatte vorher ein von seinem damaligen Arbeitgeber nicht autorisiertes Interview gegeben, in welchem er die Vereinsführung scharf kritisiert hatte.  Meyer sagte: „Mir ging es nie ums Geld, sonst hätte ich ja das zweite verbesserte Angebot angenommen. Deshalb finde ich es auch eine Sauerei von Clemens Tönnies, es im TV so hinzustellen, als ob es mir nur um Geld ginge.“ Zudem, Meyer sprach von „Mobbing.“ gegen seine Person.
Schalke stellte Meyer daraufhin vom Training frei und beendete weitere Gespräche über eine Vertragsverlängerung.
Meyers damaliger Trainer Domenico Tedesco bezeichnete sich selbst als „enttäuscht“ von Meyers verbalen Angriffen, gegen Ihn und den Verein.

## Engagement
Im Jahr 2014 hat Max Meyer die Schirmherrschaft für den internationalen Jugendaustausch „Multi“ der Stadt Oberhausen übernommen.